# لوحة مفاتيح افتراضية

أيقونة للوحة مفاتيح افتراضيَّة

لوحة المفاتيح الافتراضيَّة هي برمجيَّة تُستَخدم لمحاكاة لوحات المفاتيح قياسيَّة، لتكون معروضةً على شكل صورة على شاشة الحاسوب؛ ليقوم المُستخدم بالنقر عليها لكتابة نصٍ ما، وغالِبًا ما تتضمن إمكانيَّة التنبؤ بالكلمات لزيادة سُرعة الكتابة.

## التاريخ
لم تكُن فكرة لوحات المفاتيح الافتراضيَّة جديدة؛ حيثُ توجد لوحات المفاتيح المُسقطة في الأسواق، لكنها لم تُباع جيدًا، وبسبب ظهور الهواتف الذكيَّة؛ أصبحت لوحات المفاتيح الافتراضيَّة أكثر انتشارًا وتقبلًا.

## الأهميَّة والاستخدام

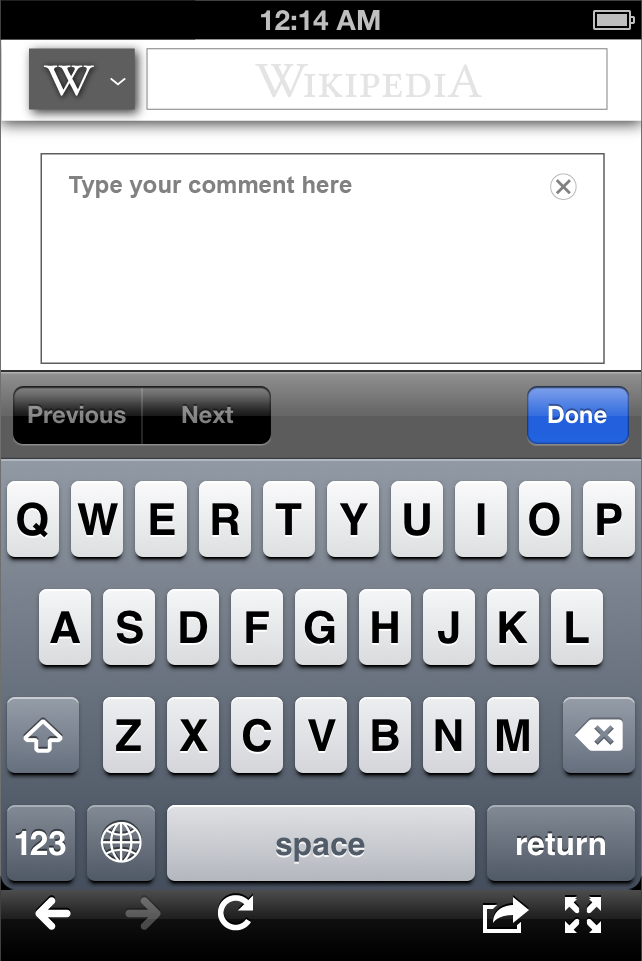
لوحة مفاتيح افتراضيَّة

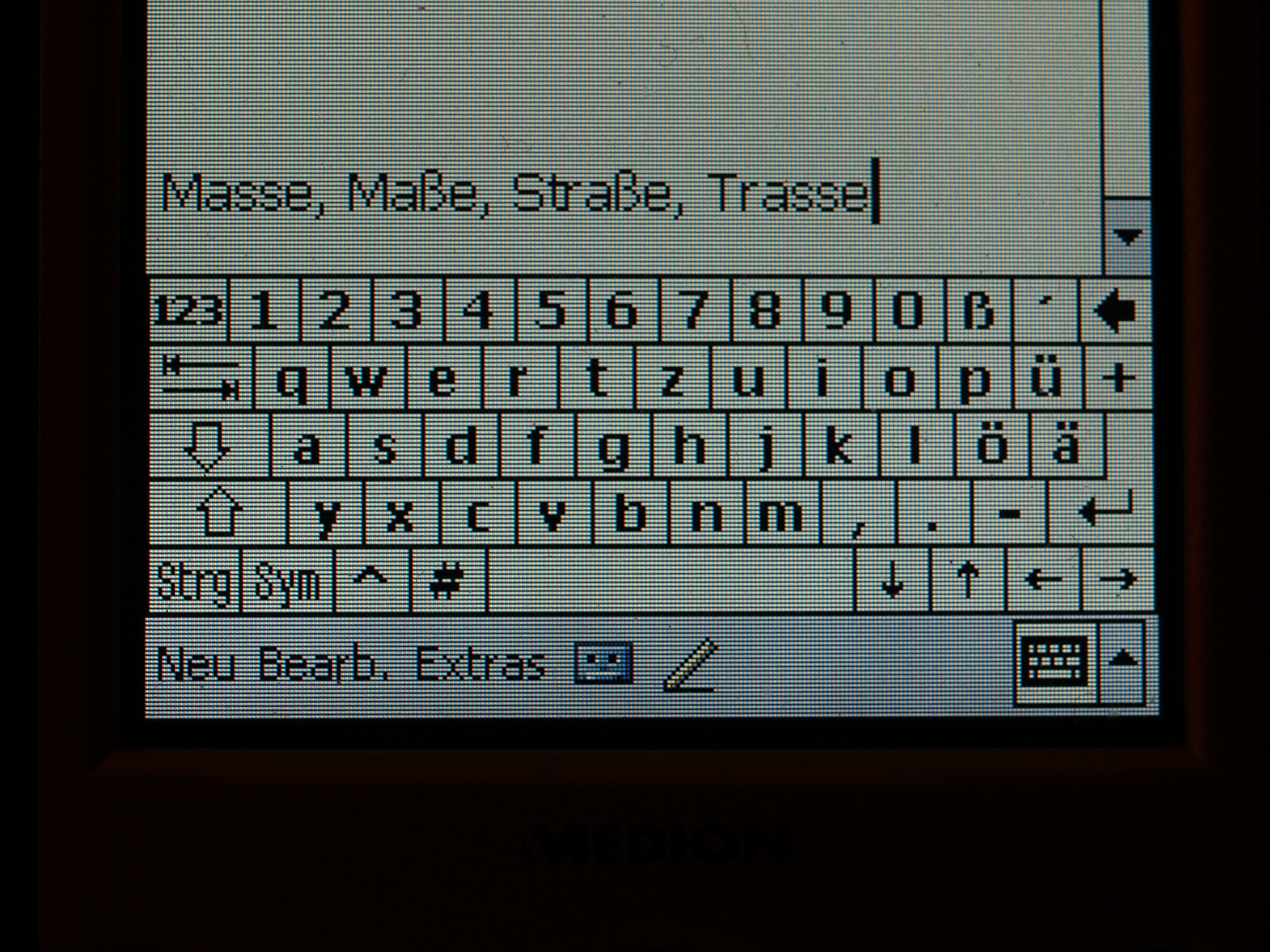
لوحة مفاتيح افتراضيَّة على حاسوب كفي

تُستخدم لوحات المفاتيح الافتراضيَّة بشكل شائع كطريقة إدخال على الشاشة في الأجهزة التي لا تحتوي على لوحة مفاتيح فعليَّة؛ بسبب عدم وجود مكان لاستخدامها، مثل حاسوب الجيب [الإنجليزية] أو المساعد الرقمي الشخصي أو الحواسيب اللوحيَّة أو الهواتف المحمولة المُزودة بشاشة تعمل باللمس.
يتم إدخال النص عادةً إما عن طريق النقر على لوحة المفاتيح الافتراضيَّة أو مِيزة تتبع الإصبع.

## اعتبارات أمنيَّة
يُمكن استخدام لوحات المفاتيح الافتراضيَّة في بعض الحالات لتقليل مخاطر تسجيل ضغطات المفاتيح؛ حيثُ تمنع لوحات المفاتيح الافتراضيَّة سرقة البيانات التي يتم إدخالها عبر لوحة المفاتيح.
تُتيح مُعظم البنوك استخدام لوحة المفاتيح الفعليَّة أو لوحة المفاتيح الافتراضيَّة، وبِمُجرد أن يختار المُستخدم مُعرِّف تسجيل الدخول الخاص به، يستوجب عليه أن يختار لوحة المفاتيح الافتراضيَّة من خلال النقر على الخيار المُناسب، ثُمَّ استخدام الفأرة لإدخال كلمة المرور الخاصة به.